# No More Tears (EP)
No More Tears es un EP de la agrupación estadounidense Black Label Society. El disco contiene un cover de la canción "No More Tears", dos canciones de la banda Pride & Glory y otro material de estudio.

## Lista de canciones
1. «No More Tears» – 6:54 – (cover de Ozzy Osbourne) – (Black Label Society)
2. «Born to Lose» – 4:21 – (Black Label Society)
3. «The Wizard» – 4:42 (cover de Black Sabbath) – (Pride & Glory)
4. «Come Together» – 3:51 (cover de The Beatles) – (Pride & Glory)
5. «Sold My Soul» – 4:53 – (Zakk Wylde)
6. «Peddlers of Death» (Acústica) – 5:50 – (Zakk Wylde)

## Créditos
- Zakk Wylde – Voz, guitarra, bajo, armónica
- Phil Ondich – Batería (1 y 2)
- Mike Inez – Bajo (1)
- Joe Vitale – Batería, teclados (5 y 6)
- James LoMenzo – Bajo (3, 4, 5 y 6)
- Brian Tichy – Batería (3 y 4)